# فائز العراقي
ناهض حسن جواد العطّار الشهير باسمه المستعار فايز العراقي (1952 -31 أكتوبر 2013) شاعر عراقي. ولد في الكاظمية ببغداد ودرس فيها ثم تابع تحصيله العالي في جامعتها وتخرّج بشهادة الإجازة في الآداب، قسم اللغة العربية. من مؤلفاته الشعرية الينابيع 1984 وأناشيد الأبدية 1986 وكريفونه الغياب 1989. سكن سوريا من الثمانيات وتوفي في حلب.

## سيرته
ولد ناهض حسن جواد في الكاظمية ببغداد عام 1952. هو ناهض حسن جواد الحاج علي الزبيدي ولقّبت عائلته بـالعطار لأن أباه كان يمتهن العطارة. عُرف واشتهر باسم «فائز العراقي» وقد أخفى اسمه الحقيقي خوفاً على عائلته من مطاردة النظام العراقي البعثي. درس في بغداد وتابع تحصيله الدراسي العالي في جامعة بغداد - كلية الآداب قسم اللغة العربية، وتخرج فيها إجازة في الأدب العربي 1974.

غادر العراق في 1979 وبعد فترة قصيرة في المنفى، التحق بفصائل الأنصار، التي كانت تقاتل قوات النظام انطلاقا من كردستان العراق، ثم استقر في مدينة حلب منذ بداية الثمانينات. وأثناء إقامته في سوريا، كتب لعدد من الصحف العراقية والعربية، وأصبح عضوا في المكتب التنفيذي لاتحاد الكتاب العرب في سوريا. عمل في الصحافة أيضًا. 

توفي في حلب في 31 أكتوبر 2013 عن عمر يناهز 61 سنة، و أقام له مديرية ثقافة حلب حفل تأبين بمناسبة مرور أربعين يوماً على رحيله في 10 ديسمبر 2013.

## مؤلفاته
من دواوينه الشعرية:
- الينابيع، 1984
- أناشيد الأبدية، 1986
- كريفونة، 1989
- مدارات ليزا، 1996م
- بوح لبغداد، 1999
- حوافر الألم، 2005
- الأعمال الشعرية (1979– 1999)، 2005

وفي الدراسات النقدية
- شعر الانتفاضة في البعدين الفكري والفني، 1998
- يوسف الخطيب.. ذاكرة الأرض، ذاكرة النار، 2004

## وصلات خارجية
- في موقع أرشيف المجلات